# Turquia nos Jogos Olímpicos de Inverno de 1964
A Turquia competiu nos Jogos Olímpicos de Inverno de 1964, realizados em Innsbruck, Áustria.